# Alstroemeria landimana
Alstroemeria landimana är en alströmeriaväxtart som beskrevs av Pierfelice Ravenna. Alstroemeria landimana ingår i släktet alströmerior, och familjen alströmeriaväxter. Inga underarter finns listade i Catalogue of Life.